# Giancarlo Marinelli (scrittore)
Giancarlo Marinelli (Vicenza, 24 dicembre 1973) è uno scrittore, regista, sceneggiatore, editorialista, drammaturgo contemporaneo, attore e professore di Istituzioni di regia teatrale all'Accademia di belle arti di Roma italiano.

## Biografia
È stato finalista al Premio Selezione Campiello - Giuria dei Letterati nel 2002 con Dopo l'amore e nel 2006 con Ti lascio il meglio di me.
Oltre ad aver collaborato con Il Gazzettino e Il Giornale, ha presieduto il Premio letterario Comisso fino al 2020, mentre attualmente preside il Premio Settembrini ed è consulente artistico di Arteven.

## Opere

### Narrativa
- Amori in stazione, U. Guanda, Parma, 1995, ISBN 9788877468512
- Pigalle, U. Guanda, Parma, 1998, ISBN 9788877469205
- Dopo l'amore, U. Guanda, Parma, 2002, ISBN 9788882460631
- Ti lascio il meglio di me, Bompiani, Milano, 2006 ISBN 9788845256158
- Non vi amerò per sempre, Bompiani, Milano, 2008, ISBN 9788845261053
- Le penultime labbra, Bompiani, Milano, 2012, ISBN 9788845270383
- Il silenzio di averti accanto, La nave di Teseo, Milano, 2018 ISBN 9788893445870
- 11, La nave di Teseo, Milano, 2021, ISBN 9788834607053

### Saggi e collaborazioni
- Elementi per una storia del teatro veneto di Gian Antonio Cibotto. ...e la rivoluzione dei topinambur, di Giancarlo Marinelli, Sottomarina di Chioggia, Il Leggio, 2004, ISBN 9788883200564